# 博赫尔豪特
博赫尔豪特（荷蘭語：Borgerhout，荷蘭語發音：['bɔrɣərˌɦɑu̯t] ⓘ）是比利时安特卫普市的一个区，是安特卫普面积最小的区。博赫尔豪特原为一独立市镇，1983年，博赫尔豪特与临近的6个市镇并入安特卫普，成为了安特卫普的一个区。